# Glyptopetalum stixifolium
Glyptopetalum stixifolium är en benvedsväxtart som beskrevs av Pierre. Glyptopetalum stixifolium ingår i släktet Glyptopetalum och familjen Celastraceae. Inga underarter finns listade.